# Spanish Main

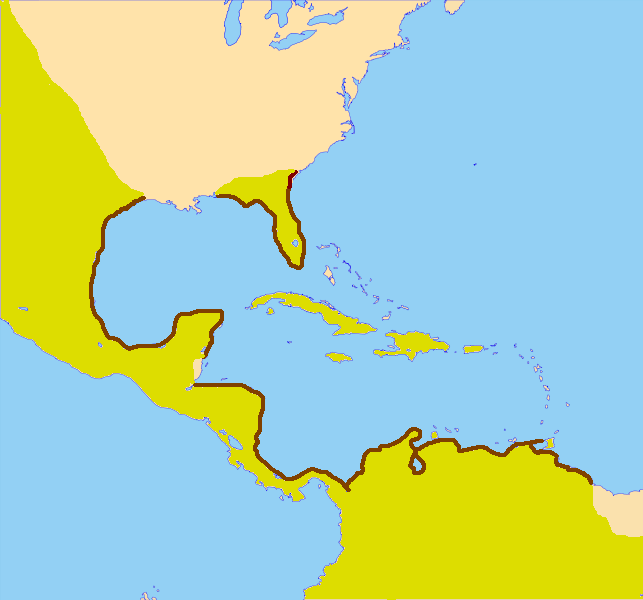
Lo Spanish Main, con le coste delineate in marrone. I possedimenti spagnoli sono evidenziati in giallo.

Col termine inglese di Spanish Main (in spagnolo: Tierra Firme), nell'ambito dell'Impero spagnolo nel Nuovo Mondo, si intende l'entroterra costiero attorno al Mar dei Caraibi e nel Golfo del Messico. Tra XVI e XVII secolo, la parte meridionale di questi possedimenti costieri divenne nota come Reino de Tierra Firme ovvero regno dell'entroterra (per distinguerla dalle colonie insulari della Spagna). Il termine coniato dagli inglesi è quello ancora oggi più di frequente utilizzato nella storiografia sul tema, mentre il termine spagnolo è oggi caduto in disuso.

## Il concetto geografico e storico
L'area dello Spanish Main includeva l'attuale Florida, la parte occidentale delle sponde del Golfo del Messico in Texas e in Messico, nonché le coste settentrionali del Sud America. Il termine veniva associato anche alla linea costiera caraibica che portava dai porti di Porto Bello all'istmo di Darien a Panama, passando per Cartagena de Indias nel Vicereame di Nuova Granada e da Maracaibo presso il delta del fiume Orinoco sulle coste del Venezuela attuale. Veracruz nella colonia della Nuova Spagna era un altro dei porti principali dell'area.
Il termine inglese "main" è un'abbreviazione della parola "mainland" che significa appunto "entroterra".

## Risorse
Dal XVI all'inizio del XIX secolo, lo Spanish Main era il punto di partenza di molte navi dirette in Spagna cariche di oro, argento, pietre preziose, spezie, legno madera e pelli pregiate.
L'argento, sotto forma di pezzi da otto, veniva portato nello Spanish Main tramite l'uso di lama o muli in lunghe carovane da Potosí attraverso la costa del Pacifico, e poi sino ad Acapulco.
L'area, per la presenza di queste copiose ricchezze, fu ovviamente una delle mete preferite dei pirati, e in particolare di sir Francis Drake che lavorava per la Corona britannica.